# Elecciones municipales de Huancayo de 2006
Las elecciones municipales de Huancayo de 2006 se llevaron a cabo el 19 de noviembre de 2006 para elegir al alcalde y al Concejo Provincial de Huancayo para el periodo 2007-2010. La elección se celebró simultáneamente con elecciones regionales y municipales (provinciales y distritales) en todo el Perú.

## Sistema electoral
La Municipalidad Provincial de Huancayo es el órgano administrativo y de gobierno de la provincia de Huancayo. Está compuesta por el alcalde y el Concejo Provincial.
La votación del alcalde y el concejo se realiza en base al sufragio universal, que comprende a todos los ciudadanos nacionales mayores de dieciocho años, empadronados y residentes en la provincia de Huancayo y en pleno goce de sus derechos políticos, así como a los ciudadanos no nacionales residentes y empadronados en la provincia de Huancayo.
El Concejo Provincial de Huancayo está compuesto por 13 regidores elegidos por sufragio directo para un período de tres (3) años, en forma conjunta con la elección del alcalde (quien lo preside). La votación es por lista cerrada y bloqueada. Se asigna a la lista ganadora los escaños según el método d'Hondt o la mitad más uno, lo que más le favorezca.

## Composición del Concejo Provincial de Huancayo
La siguiente tabla muestra la composición del Concejo Provincial de Huancayo antes de las elecciones.
| Partidos | Partidos                                  | Regidores |
| -------- | ----------------------------------------- | --------- |
|          | Partido Aprista Peruano                   | 8         |
|          | Unidos por Junín - Sierra y Selva         | 2         |
|          | Lista Independiente N° 5 Caminemos Juntos | 1         |
|          | Todos por Junín                           | 1         |
|          | Unidad Nacional                           | 1         |

## Partidos y candidatos
A continuación se muestra una lista de los principales partidos y alianzas electorales que participaron en las elecciones:
| Candidatura | Candidatura  | Partidos y alianzas | Candidatos | Candidatos                  | Ideología                                                          | Resultado previo | Resultado previo | Ref. |
| Candidatura | Candidatura  | Partidos y alianzas | Candidatos | Candidatos                  | Ideología                                                          | Votos (%)        | Reg.             | Ref. |
| ----------- | ------------ | --- | ---------- | --------------------------- | ------------------------------------------------------------------ | ---------------- | ---------------- | ---- |
|             | APRA         | Lista - Partido Aprista Peruano (APRA) |            | Jorge Solís Espinoza        | Aprismo                                                            | 24.15%           | 8                |      |
|             | UN           | Lista - Unidad Nacional (UN) – Partido Popular Cristiano (PPC) – Solidaridad Nacional (SN)                                                                     |            | Diego Véliz Duarte          | Democracia cristiana Conservadurismo Neoliberalismo                | 7.59%            | 1                |      |
|             | AP           | Lista - Acción Popular (AP) |            | Mario Lazo Benavidez        | Humanismo Nacionalismo cívico Reformismo                           | 6.52%            | 0                |      |
|             | UPP          | Lista - Unión por el Perú (UPP) |            | Augusto Merino Chalco       | Nacionalismo de izquierda Socialdemocracia                         | 2.50%            | 0                |      |
|             | APP          | Lista - Alianza para el Progreso (APP) |            | Dimas Aliaga Castro         | Liberalismo económico Conservadurismo liberal Populismo de derecha | 0.60%            | 0                |      |
|             | Sí Cumple    | Lista - Agrupación Independiente Sí Cumple (Sí Cumple) |            | José Véliz Sarmiento        | Fujimorismo Populismo de derecha                                   | Nuevo            | Nuevo            |      |
|             | RA           | Lista - Renacimiento Andino (RA) |            | Víctor Quispe Valero        | Indigenismo Plurinacionalismo Socialdemocracia                     | Nuevo            | Nuevo            |      |
|             | J            | Lista - Justicia Nacional (J) |            | David Garay Aldana          | Reformismo                                                         | Nuevo            | Nuevo            |      |
|             | RN           | Lista - Restauración Nacional (RN) |            | Carlos Visag Berrospi       | Liberalismo económico Humanismo cristiano Evangelismo              | Nuevo            | Nuevo            |      |
|             | AvP          | Lista - Avanza País - Partido de Integración Social (AvP) |            | Luis Flores Ponce           | Socialdemocracia Etnocacerismo                                     | Nuevo            | Nuevo            |      |
|             | PNP          | Lista - Partido Nacionalista Peruano (PNP) |            | Eduardo Garay Ríos          | Socialismo democrático Nacionalismo de izquierda                   | Nuevo            | Nuevo            |      |
|             | I            | Lista - Alianza Revolucionaria Integracionista Moralizadora (I)                                                                                                |            | Ulises Sáenz Arana          | Regionalismo juninense                                             | Nuevo            | Nuevo            |      |
|             | FC           | Lista - Movimiento Independiente Fuerza Constructora (FC) |            | Luis Camborda Zamudio       | Regionalismo juninense                                             | Nuevo            | Nuevo            |      |
|             | CONRED.– FRI | Lista - Convergencia Regional Descentralista - CONREDES (CONREDES–FRI) – Convergencia Regional Descentralista (CONREDES) – Frente Regional Independiente (FRI) |            | José Zárate Fernández       | Regionalismo juninense                                             | Nuevo            | Nuevo            |      |
|             | JUS          | Lista - Junín Sostenible con su Gente (JUS) |            | Freddy Arana Velarde        | Regionalismo juninense                                             | Nuevo            | Nuevo            |      |
|             | FPP          | Lista - Frente Patriota Peruano (FPP) |            | Santiago Álvarez Barrientos | Regionalismo juninense                                             | Nuevo            | Nuevo            |      |
|             | GC           | Lista - Gobierno Ciudadano (GC) |            | Michele Antignani Dorsi     | Regionalismo juninense                                             | Nuevo            | Nuevo            |      |
|             | IND          | Lista - Lista Independiente N° 1 Frente Popular Wanka |            | José Paraguay Taipe         | Localismo huancaíno                                                | Nuevo            | Nuevo            |      |

## Resultados

### Sumario general
| |                                                         |              |              |              |           |           |  |  |
| Partidos y coaliciones | Partidos y coaliciones                                  | Voto popular | Voto popular | Voto popular | Regidores | Regidores |  |  |
| Partidos y coaliciones | Partidos y coaliciones                                  | Votos        | %            | ±pp          | Total     | +/−       |  |  |
| | Junín Sostenible con su Gente (JUS)                     | 37,799       | 16.89        | Nuevo        | 8         | +8        |  |  |
| | Convergencia Regional Descentralista (CONREDES–FRI)     | 31,080       | 13.89        | Nuevo        | 2         | +2        |  |  |
| | Partido Aprista Peruano (APRA)                          | 29,973       | 13.39        | –10.76       | 2         | –6        |  |  |
| | Movimiento Independiente Fuerza Constructora (FC)       | 23,978       | 10.71        | Nuevo        | 1         | +1        |  |  |
| | Frente Patriota Peruano (FPP)                           | 14,986       | 6.70         | Nuevo        | 0         | ±0        |  |  |
| | Restauración Nacional (RN)                              | 14,716       | 6.57         | Nuevo        | 0         | ±0        |  |  |
| | Unidad Nacional (UN)                                    | 12,019       | 5.37         | –2.22        | 0         | –1        |  |  |
| | Alianza para el Progreso (APP)                          | 10,790       | 4.82         | +4.22        | 0         | ±0        |  |  |
| | Alianza Revolucionaria Integracionista Moralizadora (I) | 8,961        | 4.00         | Nuevo        | 0         | ±0        |  |  |
| | Unión por el Perú (UPP)1                                | 8,833        | 3.95         | +1.45        | 0         | ±0        |  |  |
| | Gobierno Ciudadano (GC)                                 | 8,588        | 3.84         | Nuevo        | 0         | ±0        |  |  |
| | Partido Nacionalista Peruano (PNP)                      | 7,579        | 3.39         | Nuevo        | 0         | ±0        |  |  |
| | Acción Popular (AP)                                     | 7,409        | 3.31         | –3.21        | 0         | ±0        |  |  |
| | Agrupación Independiente Sí Cumple (Sí Cumple)          | 2,445        | 1.09         | Nuevo        | 0         | ±0        |  |  |
| | Lista Independiente N° 1 Frente Popular Wanka           | 1,905        | 0.85         | n/a          | 0         | ±0        |  |  |
| | Renacimiento Andino (RA)                                | 1,448        | 0.65         | Nuevo        | 0         | ±0        |  |  |
| | Avanza País (AvP)                                       | 980          | 0.44         | Nuevo        | 0         | ±0        |  |  |
| | Justicia Nacional (J)                                   | 329          | 0.15         | Nuevo        | 0         | ±0        |  |  |
| |                                                         |              |              |              |           |           |  |  |
| Total | Total                                                   | 223,818      |              |              | 13        | ±0        |  |  |
| |                                                         |              |              |              |           |           |  |  |
| Votos válidos | Votos válidos                                           | 223,818      | 85.17        | +2.38        |           |           |  |  |
| Votos en blanco | Votos en blanco                                         | 14,058       | 5.35         | –3.10        |           |           |  |  |
| Votos nulos | Votos nulos                                             | 24,910       | 9.48         | +0.72        |           |           |  |  |
| Votos emitidos | Votos emitidos                                          | 262,786      | 85.39        | +1.50        |           |           |  |  |
| Abstenciones | Abstenciones                                            | 44,947       | 14.61        | –1.50        |           |           |  |  |
| Votantes registrados | Votantes registrados                                    | 307,733      |              |              |           |           |  |  |
| |                                                         |              |              |              |           |           |  |  |
| Fuente: |                                                         |              |              |              |           |           |  |  |
| Notas al pie: 1 Comparado con los resultados de Agrupación Independiente Unión por el Perú - Frente Amplio (UPP) en las elecciones de 2002. |                                                         |              |              |              |           |           |  |  |
| Notas al pie: |                                                         |              |              |              |           |           |  |  |
| 1 Comparado con los resultados de Agrupación Independiente Unión por el Perú - Frente Amplio (UPP) en las elecciones de 2002.               |                                                         |              |              |              |           |           |  |  |

### Concejo Provincial de Huancayo
| Cargo                           | Autoridad electa         | Partido político | Partido político                             |
| ------------------------------- | ------------------------ | ---------------- | -------------------------------------------- |
| Alcalde Provincial de Huancayo  | Freddy Arana Velarde     |                  | Junín Sostenible con su Gente                |
| Regidor Provincial de Huancayo  | Jorge Rodríguez Silva    |                  | Junín Sostenible con su Gente                |
| Regidor Provincial de Huancayo  | Javier Yauri Salomé      |                  | Junín Sostenible con su Gente                |
| Regidor Provincial de Huancayo  | Juan Romero Acuña        |                  | Junín Sostenible con su Gente                |
| Regidor Provincial de Huancayo  | Raúl Cevallos Alpaca     |                  | Junín Sostenible con su Gente                |
| Regidor Provincial de Huancayo  | Roy Gonzales Mayta       |                  | Junín Sostenible con su Gente                |
| Regidora Provincial de Huancayo | Gloria Rojas Soto        |                  | Junín Sostenible con su Gente                |
| Regidora Provincial de Huancayo | Zenobia Quispe Aponte    |                  | Junín Sostenible con su Gente                |
| Regidor Provincial de Huancayo  | César Cuestas Meneses    |                  | Junín Sostenible con su Gente                |
| Regidor Provincial de Huancayo  | Nilo Calero Waidhofer    |                  | Convergencia Regional Descentralista         |
| Regidor Provincial de Huancayo  | Mario Quispe Aguirre     |                  | Convergencia Regional Descentralista         |
| Regidor Provincial de Huancayo  | Marco Durán Condori      |                  | Partido Aprista Peruano                      |
| Regidora Provincial de Huancayo | Raquel Sedano Orrego     |                  | Partido Aprista Peruano                      |
| Regidor Provincial de Huancayo  | Macedonio Fabián Esteban |                  | Movimiento Independiente Fuerza Constructora |

## Elecciones municipales distritales

### Resultados por distrito
La siguiente tabla enumera el control de los distritos de la provincia de Huancayo. El cambio de mando de una organización política se resalta del color de ese partido.
| Distrito                  | Alcalde(sa) titular        | Partido político | Partido político              | Alcalde(sa) electo(a)                          | Partido político                               | Partido político                               |
| ------------------------- | -------------------------- | ---------------- | ----------------------------- | ---------------------------------------------- | ---------------------------------------------- | ---------------------------------------------- |
| Carhuacallanga            | Fredy Briceño Bonifacio    |                  | Unidad Nacional               | Remigio Eulogio Morales                        |                                                | Partido Aprista Peruano                        |
| Chacapampa                | Celso Porta Cóndor         |                  | Somos Perú                    | Nazario Borja Castro                           |                                                | Fuerza Constructora                            |
| Chicche                   | Casildo Serva Lozano       |                  | Todos por Junín               | Rubén Meza Bonifacio                           |                                                | Partido Aprista Peruano                        |
| Chilca                    | Betty Chamorro Balvín      |                  | Unidos por Junín              | Héctor Castro Pimentel                         |                                                | Convergencia Regional                          |
| Chongos Alto              | Honorato Soto Siuce        |                  | Unidad Nacional               | Evaristo Siuce Vilcapoma                       |                                                | Alianza para el Progreso                       |
| Chupuro                   | Hernán Luya Villegas       |                  | Reconstrucción Democrática    | Ovidio Nestares Valentín                       |                                                | Fuerza Constructora                            |
| Colca                     | Miguel García Villanueva   |                  | Unidos por Junín              | Percy Pérez Ríos                               |                                                | Partido Nacionalista Peruano                   |
| Cullhuas                  | Eulogio Sinche Coronación  |                  | Frente Independiente Regional | Jeremías Olivera Aliaga                        |                                                | Unidad Nacional                                |
| El Tambo                  | Sergio Cárdenas Alarcón    |                  | Partido Aprista Peruano       | Ángel Unchupaico Canchumani                    |                                                | Junín Sostenible con su Gente                  |
| Huacrapuquio              | Álex Gonzales Sinche       |                  | Unidos por Junín              | Rogelio Lara Huamán                            |                                                | Convergencia Regional                          |
| Hualhuas                  | Florencio Salinas Calderón |                  | Todos por Junín               | Emilio Torres Ramos                            |                                                | Restauración Nacional                          |
| Huancán                   | Miguel Mallqui Ichavarría  |                  | Unidad Nacional               | Alipio Tovar Bernaola                          |                                                | Convergencia Regional                          |
| Huasicancha               | Eladio Yaranga Ojeda       |                  | Partido Aprista Peruano       | Ernesto Yaranga Llacua                         |                                                | Unión por el Perú                              |
| Huayucachi                | Michael Palacios Ramos     |                  | Frente Independiente Regional | Elecciones municipales complementarias de 2007 | Elecciones municipales complementarias de 2007 | Elecciones municipales complementarias de 2007 |
| Ingenio                   | Alcides Rodríguez Inca     |                  | Somos Perú                    | Walter Meza Vargas                             |                                                | Fuerza Constructora                            |
| Pariahuanca               | Luis Romero Inocente       |                  | Renacimiento Andino           | Óscar Janampa Cotera                           |                                                | Restauración Nacional                          |
| Pilcomayo                 | Jorge Baldeón Gutarra      |                  | Unidos por Junín              | Jorge Baldeón Gutarra                          |                                                | Junín Sostenible con su Gente                  |
| Pucará                    | Jorge Camborda Huacaychuco |                  | Unión por el Perú             | Jorge Camborda Huacaychuco                     |                                                | Fuerza Constructora                            |
| Quichuay                  | Gonzalo Párraga Camarena   |                  | Perú Posible                  | Gonzalo Párraga Camarena                       |                                                | Fuerza Constructora                            |
| Quilcas                   | Amarildo Miranda Contreras |                  | Renacimiento Andino           | Idial Tiza Meza                                |                                                | Acción Popular                                 |
| San Agustín               | Óscar Peralta Núñez        |                  | Caminemos Juntos              | Teófilo Baldeón Rojas                          |                                                | Junín Sostenible con su Gente                  |
| San Jerónimo de Tunán     | Jesús Vargas Párraga       |                  | Acción Popular                | Wilfredo León Suazo                            |                                                | Unión por el Perú                              |
| Santo Domingo de Acobamba | Rigoberto Sánchez Palma    |                  | Perú Posible                  | Isaías Grabel Cano                             |                                                | Fuerza Constructora                            |
| Saño                      | Celso Salvador Dávila      |                  | Perú Posible                  | Hilton Ávila Ávila                             |                                                | Convergencia Regional                          |
| Sapallanga                | Luis Pérez Peralta         |                  | Unidos por Junín              | Gonzalo Fano Miranda                           |                                                | Convergencia Regional                          |
| Sicaya                    | Félix Gutarra Baldeón      |                  | Unidos por Junín              | Ángel Napaico Gutarra                          |                                                | Convergencia Regional                          |
| Viques                    | Émerson Nolasco Delgado    |                  | Frente Independiente Regional | Émerson Nolasco Delgado                        |                                                | Convergencia Regional                          |